# Viêm phổi hít
Viêm phổi hít là một dạng nhiễm trùng phổi xảy ra do một lượng lớn tương đối vật chất từ dạ dày hoặc miệng đi vào phổi hai bên. Triệu chứng thường gồm sốt và ho xảy ra tương đối cấp tính. Biến chứng có thể có áp-xe phổi. Một vài người cho viêm phổi hóa chất là một dạng viêm phổi hít, viêm phổi hóa chất xảy ra do các chất toan tính nhưng không có vi khuẩn từ dạ dày đi vào phổi, trong khi nhóm khác không xếp như vậy.
Nhiễm trùng có thể do một số loại vi khuẩn khác nhau. Yếu tố nguy cơ bao gồm giảm hoặc mất tri giác, các vấn đề về nuốt, chứng nghiện rượu, nuôi ăn qua ống thông, chăm sóc răng miệng kém. Chẩn đoán thường dựa trên bệnh sử hiện tại, các triệu chứng, X-quang ngực, và cấy đàm. Phân biệt với các dạng viêm phổi khác có thể khó khăn.
Điều trị thường với các kháng sinh như clindamycin, meropenem, ampicillin/sulbactam, hay moxifloxacin. Khi chỉ bị viêm phổi hóa chất thì thường không cần đến kháng sinh. Trong số người nhập viện có bị viêm phổi, 10% là do viêm phổi hít. Bệnh thường xảy ra nhiều hơn ở người già, đặc biệt là những người ở các viện dưỡng lão. Cả 2 phái đều có tần suất bị như nhau.